# Anthocoris minki
Anthocoris minki är en insektsart som beskrevs av Carl August Dohrn 1860. Anthocoris minki ingår i släktet Anthocoris, och familjen näbbskinnbaggar. Arten är reproducerande i Sverige.